# Little Hallingbury
Little Hallingbury – wieś i civil parish w Anglii, w hrabstwie Essex, w dystrykcie Uttlesford. Leży 24 km na północny zachód od miasta Chelmsford i 43 km na północny wschód od Londynu. W 2011 roku civil parish liczyła 1582 mieszkańców.